# 5523 Люміне
5523 Люміне (5523 Luminet) — астероїд головного поясу, відкритий 5 серпня 1991 року.
Тіссеранів параметр щодо Юпітера — 3,308.